# Cressier (Fribourg)
Pour les articles homonymes, voir Cressier.
Cressier (appelée Grissach en allemand ; Kressi  en patois fribourgeois) est une localité et une commune suisse du canton de Fribourg, située dans le district du Lac.

## Géographie
Selon l'Office fédéral de la statistique, Cressier mesure 417 ha. 10,8 % de cette superficie correspond à des surfaces d'habitat ou d'infrastructure, 69,4 % à des surfaces agricoles, 19,5 % à des surfaces boisées et 0,2 % à des surfaces improductives.
Cressier est limitrophe de Cormondes, Courtepin, Morat, Wallenried ainsi que Villars-les-Moines dans le canton de Berne.

## Démographie
Selon l'Office fédéral de la statistique, Cressier compte 1 056 habitants en 2022. Sa densité de population atteint 253 hab./km2.
Le graphique suivant résume l'évolution de la population de Cressier entre 1850 et 2008 :